# Krím
A Krím a Fekete- és Azovi-tenger között elhelyezkedő félsziget, melyet a 30 km hosszú és 9 km széles Perekopi-földszoros csatol a kontinenshez és kelet felé a hosszan elnyúló Kercsi-félszigetben, a Kercsi-szorosnál végződik.
Területén 1954-től 2014-ig az Ukrajnához tartozó Krími Autonóm Köztársaság és az ettől különálló Szevasztopol város régiója volt található. A többségében orosz lakosságú félszigetet 2014-ben az ukrán forradalmat követően Oroszország megszállta. A két régióban 2014. március 16-án vitatott legitimitású népszavazást tartottak, amin a szavazás szervezői szerint a részvételi arány igen magas volt és a résztvevők elsöprő többsége a terület Oroszországhoz csatlakozása mellett foglalt állást. A helyi vezetés a döntésre hivatkozva kezdeményezte a csatlakozást Oroszországhoz, Putyin orosz elnök pedig bejelentette a terület bekebelezését. Két hónappal később az orosz elnök Civil Társadalmi és Emberi Jogi Tanácsának honlapjára rövid időre kikerült egy jelentés, ami szerint a részvétel 30%-os volt, a csatlakozást pedig csak körülbelül a megjelentek fele támogatta. A „népszavazás” eredményét és a terület orosz bekebelezését a nemzetközi közösség elsöprő többsége elutasítja.
A cári Oroszország idején a Krím félsziget a luxusnyaralóhelyek közé tartozott.

## Földrajz
A szabálytalan formájú félsziget többnyire tagolt partjainak teljes hossza 1000 km, az Azovi-tenger felől alacsonyak. A folyók nem hajózhatók; köztük a legjelentősebb a Szalhir, a Buzulcsa, a Buiuk-Karaszu, az Alma és a Kacsa. A tavak száma mintegy 400, de mind kicsi. A hőmérséklet enyhe, különösen a félsziget déli részén található Krími-hegység által a hideg szelek ellen védett délkeleti partvidéken. Az északi rész sztyepp, a jellemző éghajlattal, a hegyekben jajlák, a nyári legeltetésre használt erdőmentes legelők találhatók.
A félszigetnek nincs elegendő saját édesvízkészlete. Korábban csatornákon keresztül a Herszoni területről kapott vizet, amit az orosz annexió után az ukránok elzártak.

### Klíma
Szimferopolban a nyári középhőmérséklet 28,5 °C, Szevasztopolban 26,4 °C, a téli amott −0,9 °C, emitt −2 °C. A hegyes vidékek termékenyek, a sík részek sztyeppék.

### Élővilág
A partok közelében a növényzet olyan, mint a Földközi-tenger mellékén: megterem a szabadban a babér, füge, gránátalma, pisztácia, mandula, datolyaszilva stb. A sztyeppék ellenben ásványkincsekben gazdagabbak; a són kívül porfírt bányásznak rajtuk és különböző színű márványt. Lakosságát és gazdasági életét l. Tauria.

### Természetvédelem
Védett területek:

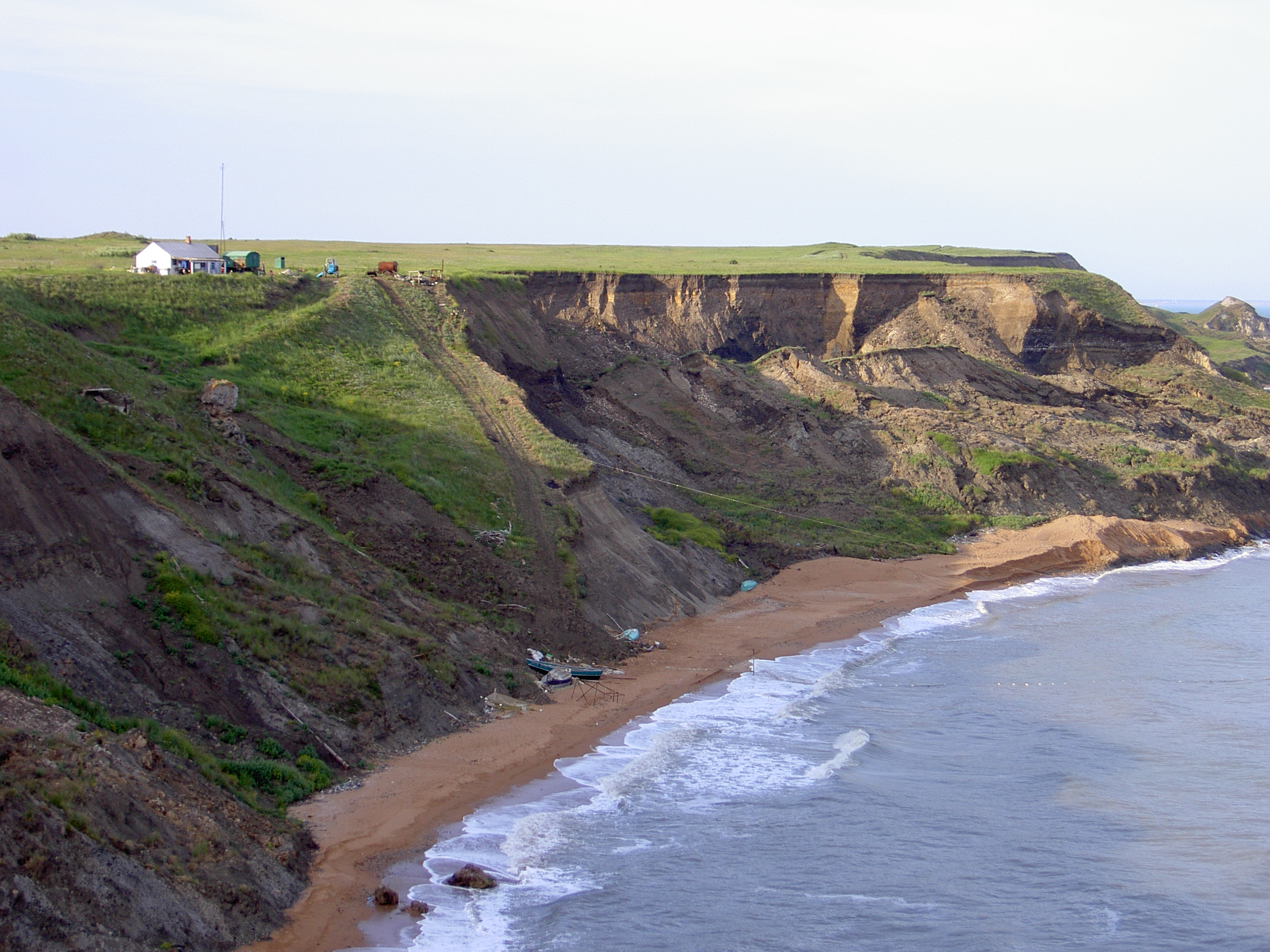
Eróziós tengerpart a Kercsi-félszigeten

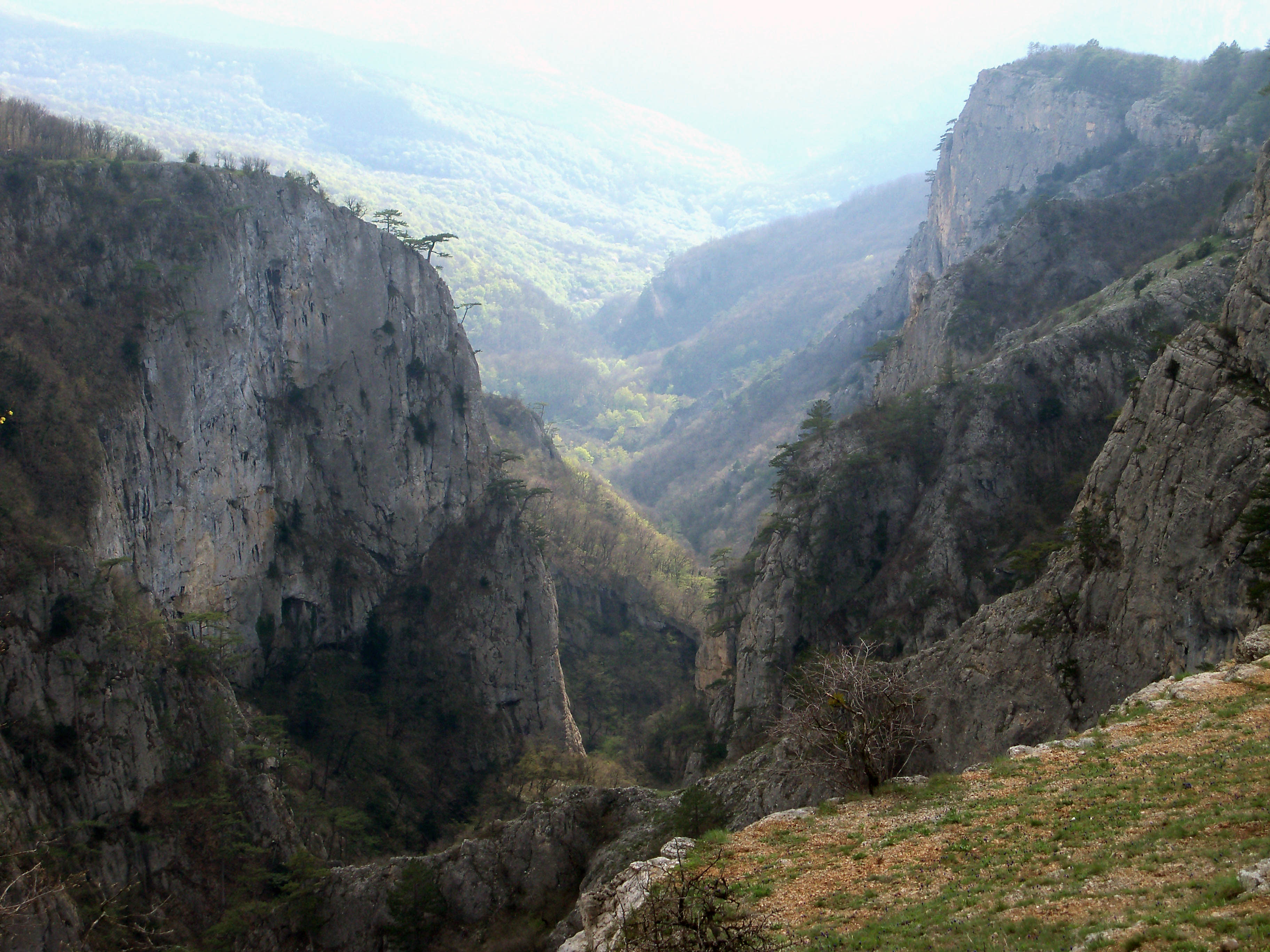
A Krími Nagy Kanyon

- Krími természetvédelmi terület (Кримський природний заповідник) Alusta közelében, területe 44 175 ha, 1923-ban alapítva.
- Krími Nagy Kanyon (Великий каньйон Криму) közel a Jalta–Bahcsiszeráj hegyi úthoz.  3 km hosszú, legmélyebb része 320 m, legkeskenyebb 3–5 m.
- Aja-fok, állami védett terület (Державний ландшафтний заказник «Мис Айя») Szevasztopol közelében, a Balaklavai járásban. Területe 1132 ha.
- Új Világ védett terület (Новий Світ заказник) Novij Szvit település körül, Szudák város közelében. Területe 477 ha.
- Ak-Kaja hegy (Ак-Ка́я, Aq Qaya, jelentése fehér szikla) természetvédelmi terület a Krími-hegység keleti felén, Bilogorszk város közelében. Magassága 315 m.
- Medve-hegy vagy Ajudag (Ведмі́дь-гора́, Аюда́г), hegy Krím déli partján. A Nagy-Alusta és a Nagy-Jalta szélén található. Magassága 577 m, északnyugati irányban 2400 méter, a tengertől 2-2,5 km-re. Teljes területe 4 km². 1947 óta védett természeti terület.
- Nikitszkij állami botanikus kert (Державний Нікітський ботанічний сад) 7 km-re Jaltától,[1] Nikita településnél.
- Kazantip Természetvédelmi Terület (Казантипський природний заповідник, oroszul Казантип, Казан-Тип, tatárul Qazan), földnyelv az Azovi-tenger északkeleti részén.[2] Területe 450 ha. Kelet-Krím, Leninszkij járás, Scsolkino város közelében.[3]
- Karadag Természetvédelmi Terület (Карадазький природний заповідник) 28,74 km², Délkelet-Krímben, Feodoszijától 36 km-re, Koktebel közelében.[4]
- Martjan-fok (Мис Мартьян) Természetvédelmi Terület, Jalta közelében. 240 ha.[5]
- Mogabi (Могабі)-hegy, az Aj-Petri hegységben Krím déli partján, Livagyija és Koreiz falvak között található. Tengerszint feletti magassága 804 m. A Jaltai Hegyi Erdő természetvédelmi terület része. Az északi részen Karagol hegyi tó 578 m magasságban.
- „Varázskikötő” Nemzeti Park (Національний природний парк «Чарівна гавань») Nyugat-Krímben, Jevpatorijától 70 km-re, Csornomorszke (Чорноморське) településnél. Területe 6270 ha.[6]
- Opukszkij Természetvédelmi Terület (Опукський природний заповідник). Jellegzetes pusztai táj 5 km-re a Fekete-tenger partjától. Határos az Uzunlarszkoje-tóval. Teljes területe 1 593 ha.
- Oreandai Kereszt-hegy (Хрестова гора (ukránul), Ур'янда, Ургенда-Ісар tatárul: Uryanda İsar) 204 m magas. A hegyen egy középkori vár-település (XV. század) romjai láthatók.
- Jaltai hegyi erdő (Ялтинський гірсько-лісовий) Természetvédelmi Terület. Teljes területe mintegy 14 523 ha. 1973-ban hozták létre. Találhatók itt védett fenyők, bükk- és tölgyerdők, mediterrán aljnövényzet. A növényvilága 1356 fajból áll, közöttük 115 őshonos. Állatvilága 37 emlősfajt, 113 madárfajt, 11 fajta hüllőt és 4 fajta kétéltűt tartalmaz.[7]

## Története

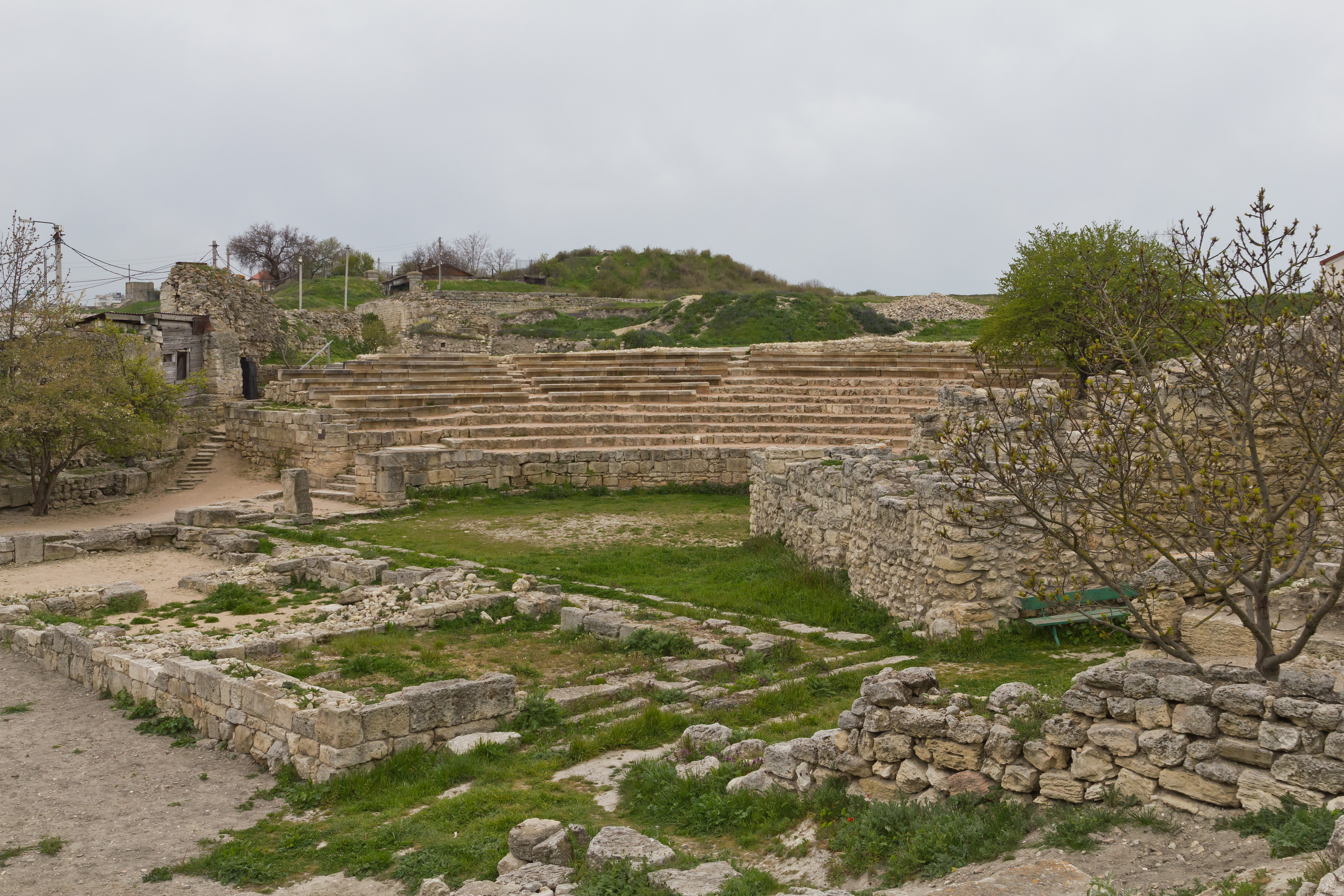
Kherszonészosz ókori görög település romjai

Krím ógörög neve Tauriké Kherszonészosz (Ταυρικὴ Χερσόνησος 'Tauriké félsziget') vagy egyszerűen Kherszonészosz volt, latinul Chersonesus Taurica. Már az i. e. 6. században görög gyarmatosításnak volt színhelye; itt alapították a görögök Pantikapaiont és Theodosziát (ma Feodoszija). Pantikapaion később külön állammá nőtte ki magát, és Boszporoszi Királyság néven hatalmát csaknem az egész Kherszonészoszra kiterjesztette. Ez államot meghódította a pontoszi VI. Mithridatész, akinek legyőzetésével a Római Birodalomhoz került. Mint a Bizánci Birodalom része, Gótia thémát alkotta; 375-ben a gótokat a hunok győzték le. Később a félsziget fölváltva a magyarok, kazárok, besenyők és kunok hatalmába került.
A kunokat 1237-ben a tatárok űzték el, és Krímet 1441-ig a Kipcsak kánság alkotórészévé tették. Ugyanezen időben a genovaiak számos gyarmatot alapítottak rajta, amelyek közt Kaffa (ma Feodoszija) tett szert a legnagyobb gazdagságra. 1441-ben a Krími Tatár Kánságnak vált jelentékeny részévé. 1475-ben II. Mehmed szultán ezt török fennhatóság alá vetette. Az oroszok már Nagy Péter cár uralma alatt támadni kezdték a félszigetet, és az Oszmán Birodalom az 1774-es kücsük-kajnardzsi békében beleegyezni kényszerült Krím függetlenségébe. A félsziget azonban a függetlenségét csak rövid ideig élvezhette. 1783-ban Sagin-Girei, az utolsó tatár kán birtokáról évdíj fejében az oroszok javára lemondott. A félszigeten találkozott II. József császár és király 1787-ben II. Katalin cárnővel, akivel szövetséget kötött a törökök ellen, és ez alkalommal mutatta Patyomkin herceg az általa építtetett falvakat (Patyomkin-falu). Potyomkin a „Tauriai” melléknevet kapta. Tartja magát a mítosz, hogy a falvak fele csak papíron létezett. Valójában ezt valószínűleg csak Potyomkin moszkvai ellenfelei terjesztették. (Lásd még a II. Katalin szócikket.)
1853–56-ban Krím volt a színhelye a krími háborúnak.
Az oroszországi polgárháborúban a fehér hadsereg ellenőrizte a területet. A vörösök 1921-ben foglalták el. A félsziget szovjet autonóm köztársaság (Krími ASZSZK) lett. 1941/42-során elfoglalták a németek. 1943 novemberétől 1944. májusáig tartottak a felszabadító harcok, a szovjet hadsereg ekkorra foglalta vissza a félszigetet.
1941-ben a németeket, 1944-ben pedig a tatárokat deportálták a félszigetről, valamint az oroszok által is letelepített bolgárokat, örményeket és görögöket.
1945. február 4–11. között Krímben, Jaltában rendezték a szövetséges nagyhatalmak vezetői közötti találkozót, a jaltai (esetenként krími) konferenciának nevezett tanácskozást, ahol a győztes hatalmak képviselői megrajzolták Közép- és Kelet-Európa háború utáni térképét.
1954. február 19-én Hruscsov kezdeményezésére az 1945-től már mint Krími terület az Oroszországi Szovjet Szövetségi Szocialista Köztársaságtól átkerült az Ukrán SZSZK-ba a Perejaszlavi Rada összehívásának 300. évfordulója alkalmából.
1991-ben Krími területből Krími ASZSZK-vá alakult, majd 1992. február 26-án Krími Köztársasággá vált, de Ukrajna része maradt.
Ukrajnának Oroszországgal 2010-ben Harkivban kötött szerződése szerint az orosz Fekete-tengeri Flotta 2042-ig tarthat fenn haditengerészeti támaszpontot Szevasztopolban és használhatja a parti kikötői infrastruktúrát, valamint a feodoszijai kikötőt.
2014-ben a Krími Autonóm Köztársaság orosz vezetői kinyilvánították az ún. Krími Köztársaság függetlenségi szándékát Ukrajnától, amit egy vitatott legitimitású népszavazás március 16-án nagy többséggel megerősített. Orosz közlések szerint a népszavazáson részt vevők 95,7 százaléka tette le voksát az Ukrajnától való elszakadás mellett, míg a maradásra csupán 3,2 százalék szavazott. Valamivel több mint egyszázaléknyi szavazat érvénytelen volt. Március 16-án, a népszavazási eredmények közzététele után, Vlagyimir Putyin elnöki rendelet értelmében „figyelembe véve Krím népeinek akaratnyilvánítását a 2014. március 16-án tartott referendumon” Oroszország szuverén és független államként ismerte el a Krími Köztársaságot, amelyen belül Szevasztopol város különleges jogállással rendelkezik. Március 17-én az elnök a moszkvai Kreml György-termében soron kívüli beszédet intézett a parlament mindkét házához a félszigetnek és Szevasztopol városának az Oroszországi Föderációhoz csatlakozása iránti kérelmével kapcsolatban.
Március 18-án az orosz elnök jóváhagyta Krím csatlakozását célzó szerződéstervezetet.
Április 26-án Ukrajna elzárta Krím vízellátását biztosító 402,6 kilométer hosszú Észak-krími-csatornát. A rendszert 1961-71 között építették, a Kahovkai-víztárolónál kezdődik, és a félsziget keleti csücskén fekvő Kercs városánál ér véget. A rendszer másodpercenként háromszáz köbméter víz áteresztésére képes.
A Forbes magazin május 6-án közölte, hogy egy Vlagyimir Putyin orosz elnökhöz köthető szervezet olyan adatsort tett közzé véletlenül az interneten, amely szerint a krími népszavazáson a hivatalosan közöltnél sokkal alacsonyabb részvételi arány volt, és sokkal kevesebben szavaztak az orosz csatlakozásra. A valós részvételi arány csak 30 százalék volt, és csak 50 százalék (vagyis az összes szavazópolgár 15 százaléka) szavazott a félsziget Oroszországhoz csatlakozására.
A világ országai közül csak néhány ismerte el a területet Oroszország részeként, ezek között volt Venezuela, Észak-Korea, Nicaragua, Kuba,  Afganisztán, Szudán és korábban a Bassár el-Aszad elnöksége alatt állt Szíria 
2014. júniusáig az orosz rubel és az ukrán hrivnya egyaránt forgalomban volt a Krímben a márciusi annektálás óta. 2014. júniusában az orosz rubel vált az egyetlen legális fizetőeszközzé a Krímen. Ekkora piacokon és üzletekben elszaporodtak a „csak rubel” feliratú táblák. Szimferopolban a vásárlóknak hosszú sorokban kellett várakozniuk a pénzváltók előtt, miután az eladók nem fogadták el a hrivnyát. Az általános és középfokú oktatásban, a szakképzésben és a felsőoktatásban orosz szabványokat kellett bevezetni, minden krími tanárnak át kellett képeznie magát, és minden diáknak orosz tankönyvet kellett kapnia. Az iskolák már 2014. szeptember 1-jén megkezdték az orosz tantervek bevezetését.
Oroszország 2018-19-re megépítette a Krími hídat, (köznyelvben Kercsi-szorosi híd) amely összeköti a Krím félszigetet és az orosz Krasznodari határterületet. A híd vasúti és közúti forgalmat biztosít.
A 2025. áprilisban bemutatott amerikai béketerv alapján a Krím Oroszország része maradna, az Egyesült Államok „de jure” (jogilag) elismeri az orosz ellenőrzést a Krím félszigeten.

## Lakossága
Lakossága 2001-ben 2 024 056 fő (ebből 58,3% orosz, 24,3% ukrán, 12,1% krími tatár, 1,4% fehérorosz, 0,5% tatár, 0,4% örmény, 0,2% körül zsidó, lengyel, moldován, azeri, 0,1% körül üzbég, koreai, görög, német, mordvin, csuvas, cigány, bolgár, grúz és mári, valamint karaimok, krimcsákok és egyéb nemzetiségűek).
Az oroszok, ukránok, görögök és bolgárok többsége ortodox hitű, a krími tatárok a szunnita iszlám követői. Elterjedt az izraelita, a görögkatolikus és a protestáns vallás is.
2014 májusában közölt adatok szerint 7723 menekült érkezett Krímből Ukrajnába – leszámítva az elszakadt területen szolgálatot teljesítő katonákat –, de sokan vannak még, akik nem jelentkeztek a hatóságoknál. A menekültek közül 1862 nyugdíjas. A menekültek közül 2111 ember Kijevben tartózkodik.

## Városai
| név magyar átírásban | ukrán név         | orosz név         | krími tatár név | lakosság 2006. január 1. |
| -------------------- | ----------------- | ----------------- | --------------- | ------------------------ |
| Szimferopol          | Сiмферополь       | Симферополь       | Aqmescit        | 340 644                  |
| Szevasztopol         | Севастополь       | Севастополь       | Aqyar           | 340 295                  |
| Kercs                | Керч              | Керчь             | Keriç           | 151 327                  |
| Jevpatorija          | Євпаторiя         | Евпатория         | Kezlev          | 106 456                  |
| Jalta                | Ялта              | Ялта              | Yalta           | 79 796                   |
| Feodoszija           | Феодосiя          | Феодосия          | Kefe            | 71 725                   |
| Dzsankoj             | Джанкой           | Джанкой           | Canköy          | 39 664                   |
| Krasznoperekopszk    | Красноперекопськ  | Красноперекопск   | Krasnoperekopsk | 30 677                   |
| Alusta               | Алушта            | Алушта            | Aluşta          | 29 913                   |
| Bahcsiszeráj         | Бахчисарай        | Бахчисарай        | Bağçasaray      | 26 395                   |
| Szaki                | Саки              | Саки              | Saq             | 26 389                   |
| Armjanszk            | Армянськ          | Армянск           | Ermeni Bazar    | 22 893                   |
| Bilohirszk           | Бiлогiрськ        | Белогорск         | Qarasuvbazar    | 18 399                   |
| Szudak               | Судак             | Судак             | Sudaq           | 14 772                   |
| Primorszkij          | Приморський       | Приморский        | Hafuz           | 14 338                   |
| Hvargyijszke         | Гвардiйське       | Гвардейское       | Sarabuz         | 12 621                   |
| Scsolkine            | Щолкiне           | Щёлкино           | Şçolkino        | 11 419                   |
| Inkerman             | Інкерман          | Инкерман          | İnkerman        | 11 263                   |
| Oktyabrszke          | Октябрське        | Октябрьское       | Büyük Onlar     | 11 100                   |
| Haszpra              | Гаспра            | Гаспра            | Gaspra          | 11 063                   |
| Csornomorszke        | Чорноморське      | Черноморское      | Aqmeçit         | 10 976                   |
| Hreszivszkij         | Гресiвський       | Грэсовский        | Gresovskiy      | 10 713                   |
| Krasznohvargyijszke  | Красногвардiйське | Красногвардейское | Qurman          | 10 661                   |

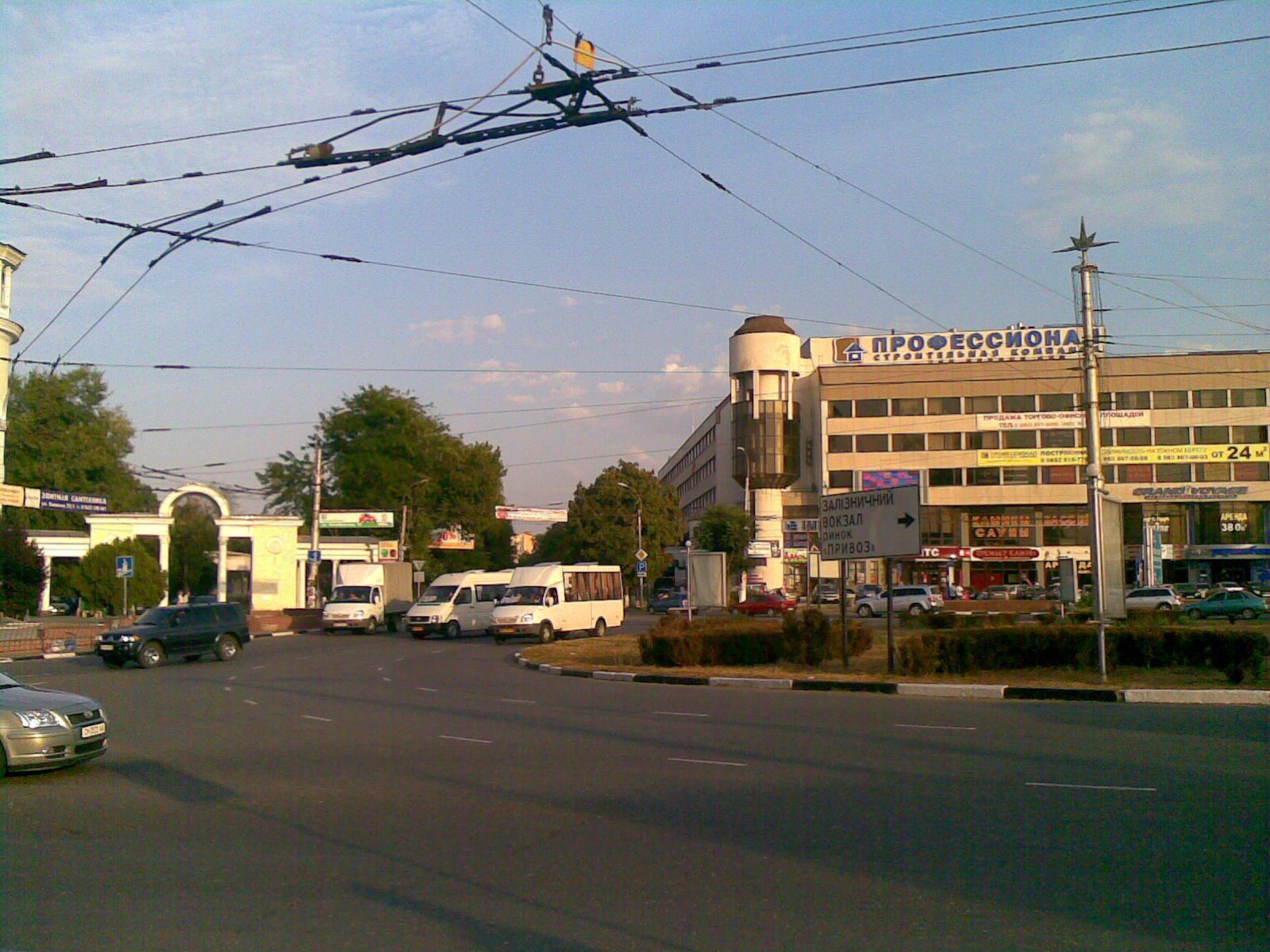
Szimferopol központja
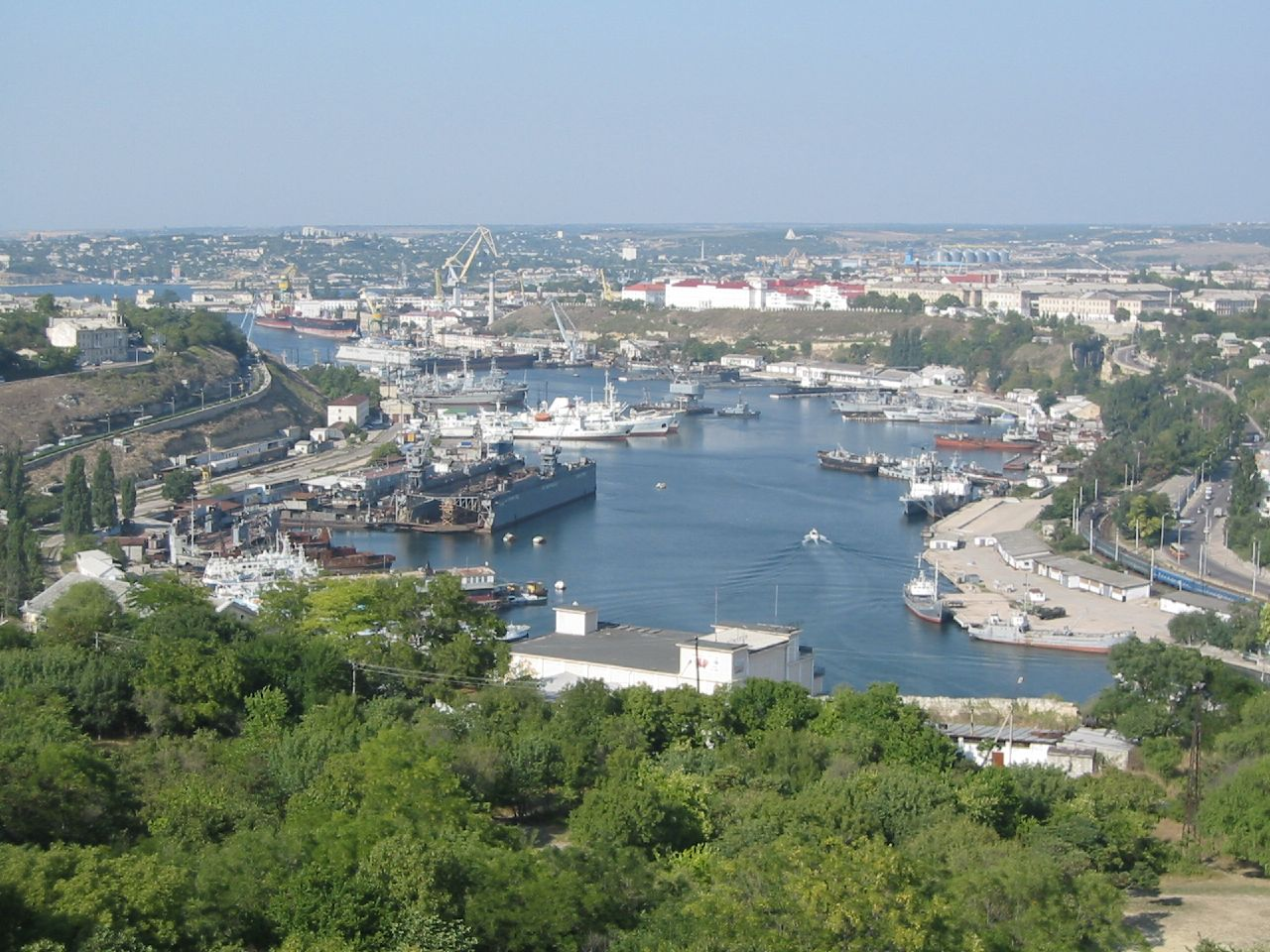
Szevasztopol kikötője
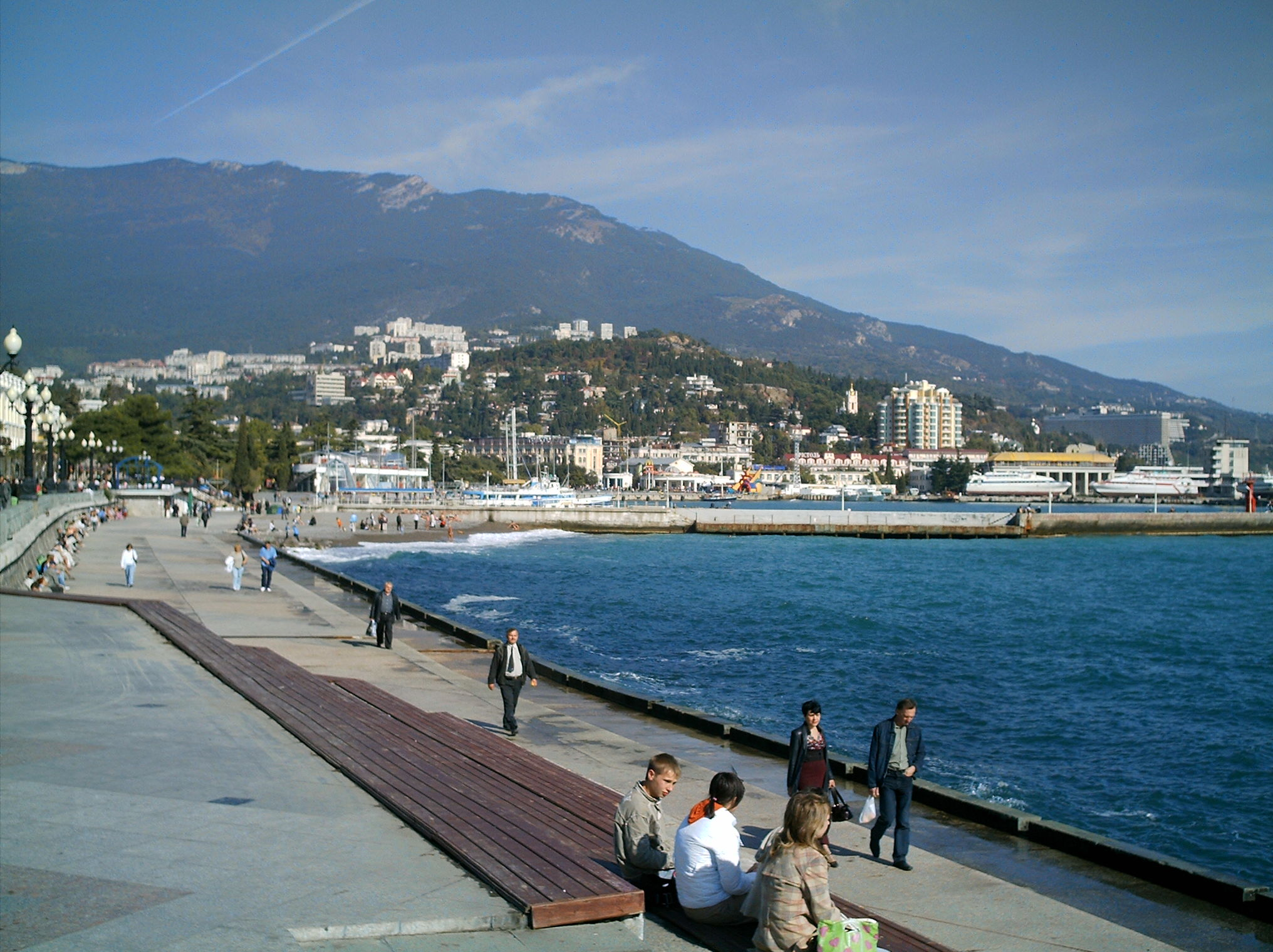
Jalta